# Wyścig w kosmos
Wyścig w Kosmos (ang. Space Race) – serial dokumentalny wyprodukowany na zlecenie BBC w 2005 r., emitowany między sierpniem a październikiem tego roku. Serial obrazuje przebieg tzw. wyścigu w kosmos prowadzonego między USA a ZSRR aż do pierwszego lądowania na Księżycu.

## Fabuła
Serial składa się z czterech odcinków. Głównymi postaciami w serialu są naczelni konstruktorzy pojazdów kosmicznych czasu zimnej wojny – Wernher von Braun w USA oraz Siergiej Korolow w ZSRR. Pomimo iż byli oddaleni od siebie o tysiące kilometrów, łączyło ich jedno marzenie – przybliżyć ludzkości przestrzeń kosmiczną. Serial rozpoczyna się w 1944 r., gdy tak amerykańscy, jak i radzieccy wojskowi starali się przejąć tajniki nazistowskie technologii rakietowej, zwłaszcza rakiet V2, a kończy w 1969 r. wraz z lądowaniem kapsuły Apollo 11 na Księżycu.

## Odcinki
Serial składa się z czterech odcinków (po ok. 45 minut każdy):
1. Wyścig o rakietę – obejmuje lata 1944–1949. Alianci i Armia Czerwona prą w głąb nazistowskich Niemiec. Obu stronom zależy na przejęciu niemieckich rakiet V2, a także wszystkich ludzi z nimi związanych. Ich głównym celem jest Wernher von Braun – główny twórca V2. Gdy Amerykanie jako pierwsi przechwytują niemieckich ekspertów, Związek Radziecki zwraca się do Siergieja Korolowa – człowieka, który został wtrącony do gułagu za zbrodnie, których nie popełnił. Podczas gdy von Braun zostaje przewieziony do USA, Korolow rozpoczyna budowę pierwszych radzieckich rakiet dalekiego zasięgu. Stawką jest jego wolność – jeśli mu się nie powiedzie, powróci do gułagu.
2. Wyścig o satelitę – obejmuje lata 1953–1958. Zimna wojna zaostrza się coraz bardziej. Korolow otrzymuje zadanie stworzenia rakiety, która mogłaby przenieść pięciotonową głowicę jądrową na terytorium USA. Efektem jego pracy jest rakieta R-7 – pierwszy radziecki międzykontynentalny pocisk balistyczny. Korolow jednak chce, by głowicę jądrową zastąpić sztucznym satelitą. Tymczasem von Braun ma problem z przekonaniem władz USA o potrzebie eksploracji kosmosu przed Związkiem Radzieckim. Także i on buduje swojego satelitę. Teraz wszystko zależy od tego, kto pierwszy umieści taki obiekt na orbicie.
3. Wyścig o przetrwanie – obejmuje lata 1959–1961. Po udanym umieszczeniu satelity na orbicie Korolow rozwija wizję załogowych lotów w kosmos. Von Braun stara się dotrzymać mu kroku, mimo iż tożsamość Korolowa jest pilnie strzeżoną tajemnicą państwową ZSRR. Niestety pośpiech i niedopracowanie technologii doprowadza do tragedii na kosmodromie Bajkonur. Rosjanie wysyłają w kosmos kolejne zwierzęta (Biełkę i Striełkę), tymczasem von Braun wciąż boryka się z biurokracją i niechęcią społeczeństwa związaną z jego nazistowską przeszłością. 12 kwietnia 1961 r. nadchodzi wielki dzień w historii podboju kosmosu – na orbitę dociera pierwszy w historii kosmonauta, Jurij Gagarin. Wkrótce po nim półgodzinny lot suborbitalny na wysokości ok. 200 km w kabinie Mercury odbywa amerykański astronauta Alan Shepard.
4. Wyścig na Księżyc – obejmuje lata 1964–1969. Korolow odnosi kolejne sukcesy na polu astronautyki – dochodzi m.in. do pierwszego kosmicznego spaceru. Pobyt w gułagu, intensywna praca i stres odbijają się jednak negatywnie na zdrowiu głównego konstruktora. 14 stycznia 1966 r. umiera on niespodziewanie na stole operacyjnym. Od tego momentu Rosjanie zaczynają przegrywać w kosmicznym wyścigu: Jurij Gagarin ginie w katastrofie lotniczej, a prototyp nowego statku kosmicznego – Sojuz 1 – rozbija się przy lądowaniu, zabijając kosmonautę Władimira Komarowa. Następca Korolowa, Wasilij Miszyn, nie jest w stanie sprostać wymaganiom, jakie stawiają przed nim przygotowania do radzieckiego lotu na Księżyc. Prototypowa rakieta N1 nigdy nawet nie opuszcza ziemskiej atmosfery. Tymczasem von Braun kończy prace nad swą rakietą Saturn V i 20 lipca 1969 następuje mały krok dla człowieka, wielki skok dla ludzkości – astronauci Neil Armstrong i Buzz Aldrin lądują na powierzchni Księżyca.

## Obsada
- Richard Dillane – Wernher von Braun
- Steve Nicolson – Siergiej Korolow
- John Warnaby – Wasilij Miszyn
- Rawil Isjanow – Walentin Głuszko
- Witalij Ursu – Jurij Gagarin
- Oleg Stefan – Aleksiej Leonow
- Todd Boyce – Alan Shepard
- Robert Lindsay – narrator

## Błędy i ciekawostki
Ze względu na charakter serialu (twórcy skupili się raczej na dramatycznej historii rywalizacji von Brauna i Korolowa), niektóre zawarte w nim informacje nie są zgodne z rzeczywistością lub naginają niektóre fakty:
- W serialu brak jest niektórych kluczowych dla wyścigu w kosmos postaci, jak np. Andrieja Tupolewa, Władimira Czełomieja (głównego rywala Korolowa) czy też Michaiła Jangiela, który otarł się o śmierć podczas eksplozji jego prototypowej rakiety R-16.
- Niektóre z pojazdów pojawiają się w czasach, gdy jeszcze ich nie produkowano. Przykładowo w scenie startu rakiety z poligonu Kapustin Jar w 1948 r. pojawiają się samochody ciężarowe ZiŁ-157 (rok produkcji: 1958), ZiŁ-131 (1967) czy też UAZ-469 (1973).
- W czasie lotu Gagarina narrator mówi, że przelatuje nad śpiącą Ameryką, choć trasa lotu Gagarina nie przebiegała nad Stanami Zjednoczonymi ani nad Ameryką Południową.
- W odcinku pierwszym na mapie Europy niektóre kraje są źle oznaczone: Szwajcaria jest podpisana jako Austria, Austria jako Jugosławia, a Czechy jako Węgry.
- Narrator wielokrotnie powtarza, że rakieta R-7 ma 32 silniki. Tak naprawdę rakieta miała 5 silników (jeden centralny i cztery pomocnicze); wszystkie zaś miały łącznie 32 komory spalania.
- W scenie spotkania z kosmonautami Gagarin mówi, że urodził się w Smoleńsku, w obwodzie gżatskim. Tak naprawdę urodził się w Kłuszynie, w obwodzie smoleńskim. Gżatsk był najbliższym dużym miastem i w 1968 r. po śmierci pierwszego kosmonauty zostało przemianowane na Gagarin.
- Wiele razy w serialu podkreśla się, że Korolow trafił do gułagu, bo został zadenuncjowany przez Głuszkę. Tak naprawdę nie ma żadnych dowodów na to, że to Głuszko na niego doniósł (jest to możliwe, ale mało prawdopodobne). Co więcej w serialu Korolow został uwolniony z gułagu w 1945 r., gdy Rosjanom nie udało się przechwycić von Brauna, tymczasem z więzienia wyszedł już w 1944 r., a część wyroku spędził w tzw. szaraszce, gdzie mógł rozwijać swoje talenty.
- Pomimo uczestnictwa w serialu rosyjskich aktorów nazwisko Korolowa jest czasem źle wymawiane: zamiast koroljow niektórzy wymawiają je koroljew.
- Choć Korolow i Głuszko nie służyli w wojsku, podczas swojego spotkania w Niemczech noszą mundury Armii Czerwonej. Choć serial tego nie wyjaśnia, otrzymali oni mundury i fałszywe stopnie, by wtopić się w tłum wojskowych, zarządzających rejonem Berlina w owym czasie.
- Wasilij Miszyn został przedstawiony jako zaledwie przyjaciel i pomocnik Korolowa. W rzeczywistości był równie utalentowanym inżynierem, brak mu jednak było zdolności logistycznych i charyzmy Korolowa. Także jego problemy alkoholowe są w dużej mierze przejaskrawione.
- Atmosfera nieprzychylności, jaką nieustannie otoczony był Korolow ze strony władz i wojska nie do końca odpowiada rzeczywistości. W trakcie pierwszych lat swojej pracy faktycznie był niedoceniany przez ludzi ze swojego otoczenia, kiedy jednak zaczął odnosić sukcesy, stał się szanowanym i potężnym członkiem partii komunistycznej ZSRR, szanowanym przez wojsko i polityków.
- Korolow w serialu bardzo uprościł powód użycia rakiet wielostopniowych, ograniczając się do wyjaśnienia, że odrzucając zużyte silniki rakieta zmniejsza swą masę i dzięki temu zwiększa zasięg. Tymczasem powodów było więcej, m.in. to, że zwykłe (jednostopniowe) rakiety działają wydajnie tylko do pewnej wysokości, tak więc każdy kolejny człon jest zaprojektowany do działania na odpowiednim pułapie.
- Jeden z kosmonautów, zwiedzając kapsułę Wostoka na Ziemi ze zdziwieniem stwierdza, że wewnątrz nie ma sterowników. Tak naprawdę Wostok posiadał tablicę kontrolną, ale była ona zablokowana na czas lotu, aby zapobiec przypadkowemu majstrowaniu przy niej przez kosmonautę. W kapsule znajdował się także zestaw kodów pozwalający ją odblokować w sytuacji kryzysowej, np. utraceniu kontroli nad kapsułą z Ziemi.
- Narrator mówi, że Sputnik 1 miał w sobie tylko jeden nadajnik radiowy i pozbawiony był zaawansowanej technologii. Tak naprawdę Sputnik miał dwa, a nie jeden nadajniki. Także sygnał dźwiękowy, opisany jako pojedyncze „bip” nadawane w regularnych odstępach niosło zakodowany sygnał. Dźwięk Sputnika w serialu jest inny niż z prawdziwego satelity.
- Twórcy dość swobodnie posługiwali się materiałami archiwalnymi, prezentując m.in. R-7 w nowszej wersji, używanej do wynoszenia na orbitę Sojuzów.
- Otwierająca serial scena startu rakiety V2 ze stanowiska polowego nie całkiem odpowiada prawdzie. Rakietę transportowała radziecka ciężarówka ZiŁ-157 (produkowana od 1958 r.), a samą rakietę „grał” pocisk typu R-11. R-11 nie wykorzystuje ciekłego tlenu jako paliwa, więc nie potrzebuje czasochłonnego napełniania przed startem jak V2. Ten sam ZiŁ-157 pojawił się później w scenie ewakuacji Peenemünde.
- Część zdjęć kręcono w Rumunii (w Transylwanii). W scenie wyjazdu pociągu z Niemiec na lokomotywie widać napis „CRF” – skrót od Caile Ferate Romane, czyli Rumuńskie Koleje Państwowe.
- Sceny rozgrywające się w USA utrzymywane są w tonacji pomarańczowej, a w ZSRR – szaroniebieskiej.
- W odcinku pierwszym akcja przez pewien czas rozgrywa się w Polsce, gdy żołnierze radzieccy odkrywają szczątki V2 w opuszczonej fabryce, choć nie jest jasno określone, gdzie się ona znajdowała.
- Choć serial kończy się w momencie lądowania na Księżycu i podsumowania wysiłków von Brauna i Korolowa, to tak naprawdę na tym etapie kosmiczny wyścig się nie zakończył. Za datę jego zakończenia przyjmuje się najczęściej albo wspólną misję amerykańsko-radziecką Sojuz-Apollo w 1975 r., albo upadek Związku Radzieckiego w 1991 r. Całkowicie pominięte zostały: dalsze loty na Księżyc, rywalizacja między USA a ZSRR o zbudowanie promów kosmicznych (program Space Shuttle w Stanach Zjednoczonych i program Buran w ZSRR), powstanie stacji kosmicznych, współpraca amerykańsko-rosyjska po 1991 r. i inne.

## Dystrybucja w Polsce
W Polsce serial został wydany przez Studio Printel. DVD można nabyć osobno lub w pakiecie z filmami „Hiroszima. Czas apokalipsy” i „Kto zabił Stalina?”
Film był emitowany w TVP2.